# خاندان دویی
خاندان آبه (به ژاپنی: 土井氏 どいし) یک خاندان ژاپنی که از طبقه سامورایی/اشراف بودند. مؤسس آن دویی توشیکاتسو بود که در اوایل دوره ادو به عنوان روجو و تایرو به شوگون سالاری خدمت می‌کرد و سه خاندان (اربابان شیموسا کوگا، اچیزن اونو و میکاوا کاریا) تا زمان الغای قلمروهای فئودالی و ایجاد حکومت به عنوان دایمیو باقی ماندند.